# Berga, Sandvikens kommun
Berga är en ort belägen utefter länsväg X525 där den möter länsväg X527 i Årsunda socken i Sandvikens kommun. Från 2015 avgränsar SCB här en småort.